# Погостемоновые
Погостемоновые (лат. Pogostemonoideae) — подсемейство двудольных растений в составе семейства Яснотковые (Lamiaceae).

## Классификация
Семейство включает в себя более 5 родов:
- Anisomeles R.Br.
- Colebrookea Sm.
- Comanthosphace S.Moore
- Leucosceptrum Sm.
- Pogostemon Desf. — Погостемон
- Rostrinucula Kudô